# زادار
زادار (به کرواتی: Zadar) شهری در زادار کشور کرواسی است که جمعیت آن در سال ۲۰۱۱ میلادی ۷۵٬۰۸۲ نفر بوده‌است.